# Keyita
La keyita és un mineral de la classe dels fosfats, que pertany al grup de l'alluaudita. Rep el nom en honor d'un important distribuïdor de minerals nord-americà, Charles Locke Key (1935-).

## Característiques
La keyita és un arsenat de fórmula química (☐₀.₅Cu₀.₅)CuCdZn₂(AsO₄)₃(H₂O). Va ser aprovada com a espècie vàlida per l'Associació Mineralògica Internacional l'any 1975. Cristal·litza en el sistema monoclínic.
Segons la classificació de Nickel-Strunz, la keyita pertany a «08.C - Fosfats sense anions addicionals, amb H₂O, amb cations de mida petita i mitjana» juntament amb els següents minerals: fransoletita, parafransoletita, ehrleïta, faheyita, gainesita, mccril·lisita, selwynita, pahasapaïta, hopeïta, arsenohopeïta, warikahnita, fosfofil·lita, parascholzita, scholzita, pushcharovskita, prosperita, gengenbachita i parahopeïta.

## Formació i jaciments
Va ser descoberta a la mina Tsumeb, situada a la localitat homònima de la Regió d'Otjikoto, a Namíbia. També ha estat descrita a la mina Esperanza, situada a Àtica (Grècia). Aquests dos indrets són els únics de tot el planeta on ha estat descrita aquesta espècie mineral.